# CKRL-FM
CKRL-FM est une station de radio en ondes depuis le 15 février 1973 dans la ville de Québec à la fréquence 89,1 MHz sur la bande FM d'une puissance de 1 495 watts. Fondée par un groupe d'étudiants de l'Université Laval, elle est aujourd'hui une radio communautaire. Elle est une pionnière, ouvrant l’ère des radios communautaires au Québec, mais aussi dans tout le Canada.
Cette station est née sur un campus de l’Université Laval. Par ailleurs, les lettres R L signifient « Radio Laval ». Elle se présente comme « la première station de radio communautaire de la francophonie ».
Plusieurs animateurs et artistes québécois y ont fait leurs premières armes, entre autres l'historien Jean Provencher et l'humoriste François Pérusse.

## Histoire

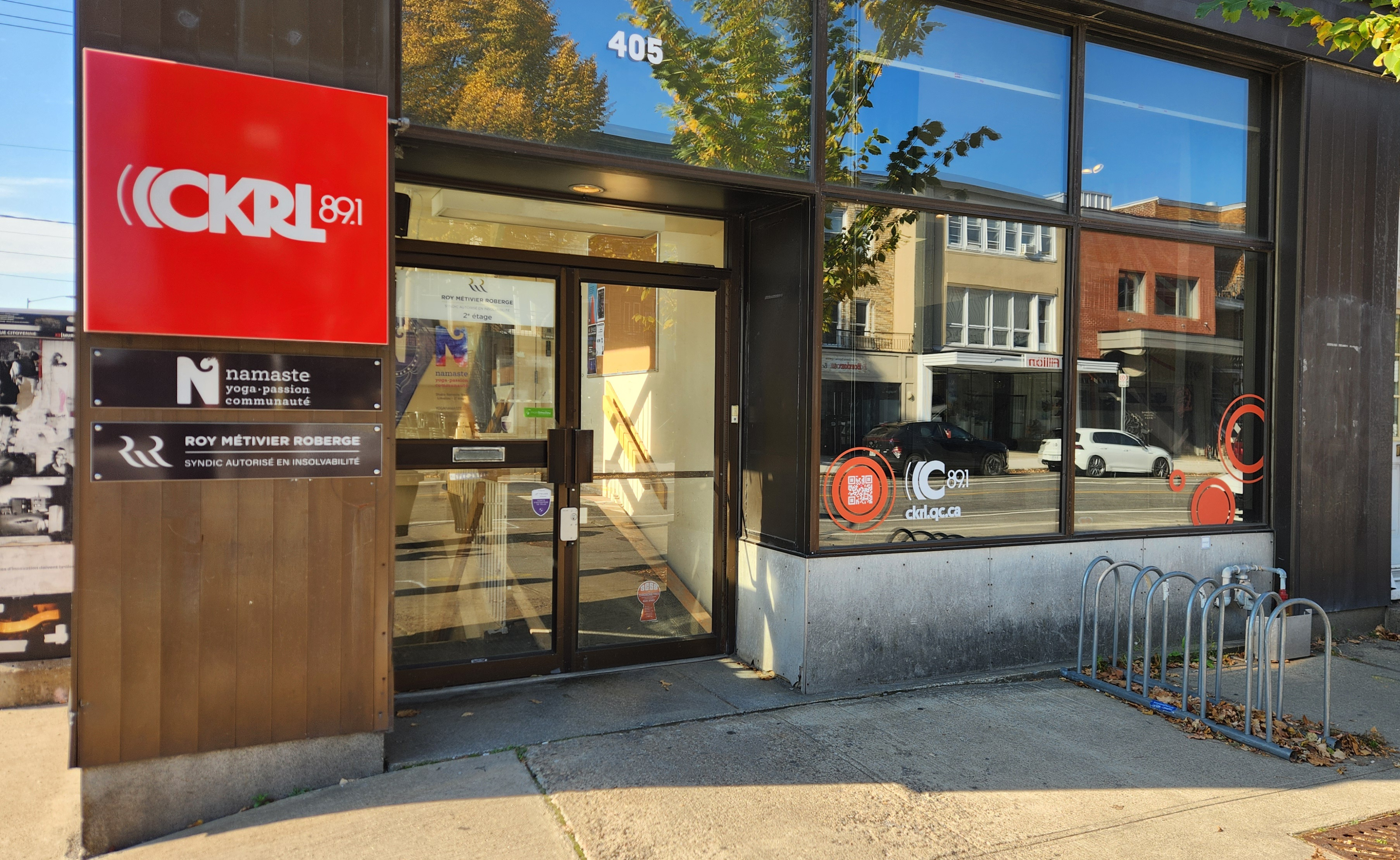
Façade de l'édifice qui abrite la station de radio CKRL 89,1

Les premiers locaux de CKRL MF étaient situés au premier sous-sol du pavillon De Koninck de l’Université Laval, qui participe d'ailleurs à son financement initial. Ils déménagent durant l'été 1984 dans le Vieux-Québec rue Saint-Ursule, puis au coin de Grande Allée et des Érables en octobre 1992. En 1995, les derniers liens avec l'Université Laval sont coupés et le nom de la corporation est changé à l'occasion pour CKRL FM. En juillet 2001, la station est déménagée dans un édifice acheté par CKRL au 405 de 3e avenue dans le quartier Limoilou.

## Littérature
- Félix au café Temporel, roman de Martin Tétu, illustré par Sophie-Audrey Lalonde-Sauvé, Editions Persona, 2022, 152 pages.